# East Dean (Gloucestershire)
Pour les articles homonymes, voir East Dean.

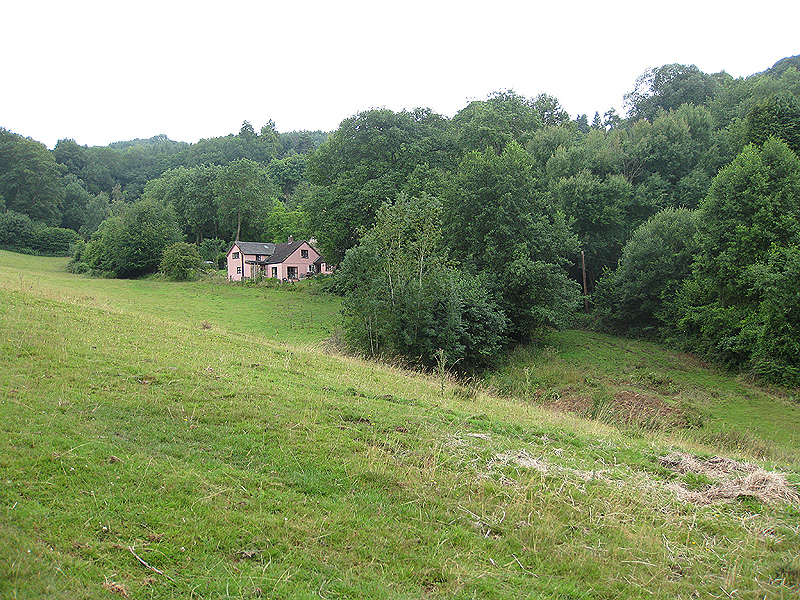
East Dean

East Dean était un canton, et plus tard une paroisse civile, dans le Gloucestershire, en Angleterre. Il a été créé en tant que canton en 1844 et aboli en tant que paroisse civile en 1953. Son ancienne région fait maintenant partie du district de Forest of Dean.
La forêt de Dean était une zone extra-paroissiale dans St Briavels Hundred du Gloucestershire. Elle n’avait pas la structure paroissiale habituelle jusqu’à ce que les cantons de West Dean et East Dean soient formés en 1844. Pour l’assistance aux pauvres, East Dean a été regroupé dans la Poor Law Union de Westbury-on-Severn et a été inclus dans le district sanitaire rural de Westbury-on-Severn. À la suite de la Loi de 1894 sur les administrations locales, East Dean devint une paroisse civile dans le district rural de East Dean and United Parishes, qui fut rebaptisé East Dean Rural District en 1935.
La population de la paroisse était la suivante :
| Année      | 1881   | 1891   | 1901   | 1911   | 1921   | 1931   | 1941    | 1951   |
| ---------- | ------ | ------ | ------ | ------ | ------ | ------ | ------- | ------ |
| Population | 12,629 | 14,622 | 14,588 | 14,594 | 15,010 | 14,678 | inconnu | 14,152 |

La paroisse occupait une superficie de 12 487 acres (50,53 km2) en 1881 et de 12 860 acres (52,0 km2) en 1951.
En 1935, une nouvelle paroisse civile de Lydbrook a été créée à partir d’une partie de sa région et transférée au district rural de West Dean.
La paroisse civile a été abolie en 1953 et divisée pour créer les nouvelles paroisses de Cinderford, Drybrook et Ruspidge. Une partie de l’ancienne zone a été transférée aux paroisses existantes d’Awre, Littledean et Mitcheldean. La zone de l’ancienne paroisse est maintenant dans le district de Forest of Dean.